# Alois Hess
Alois Hess (ur. 3 stycznia 1903, zm. 3 lipca 1956 w Tel Awiwie) – austriacki piłkarz, a także trener.

## Kariera piłkarska
W trakcie kariery Hess reprezentował barwy klubów Hakoah Wiedeń oraz Beitar Tel Awiw.

## Kariera trenerska
W 1949 roku Hess roku został selekcjonerem reprezentacji Izraela. W roli tej zadebiutował 30 lipca 1949 roku w wygranym 3:1 towarzyskim meczu z Cyprem. Drużynę Izraela poprowadził łącznie w trzech spotkaniach.
| L.p. | Data             | Przeciwnik | Rezultat | Rozgrywki       |
| ---- | ---------------- | ---------- | -------- | --------------- |
| 1.   | 30 lipca 1949    | Cypr       | 3:1      | mecz towarzyski |
| 2.   | 21 sierpnia 1949 | Jugosławia | 0:6      | el. MŚ 1950     |
| 3.   | 18 września 1949 | Jugosławia | 2:5      | el. MŚ 1950     |

## Źródła
- Profil na eu-football.info (ang.)